# شرکت تکنولوژی نیروی اقیانوس استرالاسیا
شرکت تکنولوژی نیروی اقیانوس استرالاسیا (به انگلیسی: Ocean Power Technologies Australasia) شرکت استرالیایی است که اخیراً پروژه‌های نیروی موج در استرالیا را در دست دارد. این شرکت یک شرکت وابسته به شرکت تکنولوژی‌های نیروهای نیروی اقیانوس (OPT) است.
تکنولوژی نیروی اقیانوس یک شرکت انرژی تجدید شدنی آمریکایی است که دستگاه‌های تولید نیرو، خدمات و تجهیزات مرتبط بااستخراج نیرو از موج‌های اقیانوس ارائه می‌دهد. شرکت تکنولوژی PowerBuoy هزاران مگاوات نیرو تولید می‌کند و نیروی تولید شده از نیروی موج توسط کابل‌های زیردریایی به شبکه می‌فرستد. اکنون این پروژه‌ها در دور دنیا در جریان است.

## گستره محصولات
- دستگاه‌ها برای بازار صنایع همگانی متصل به شبکه، اخیراً Mark 3 PowerBuoy
- دستگاه‌ها برای بازار مستقل که به سطوح پایین انرژی برای کاربردهای اقیانوس عمیق نیاز دارند مانند امنیت دریایی و دفاع از وطن، عملیات نفت و گاز دریایی، نمونه برداری داده آبزی پروری و اقیانوس شناسی.PowerBuoyاین شرکت در بین ۲ کیلووات تا ۴۰ کیلووات نیرو تولید می‌کند و برای این کاربرد مناسب است که شاملLEAPمستقل PowerBuoy فروخته شده به ارتش ایالات متحده آمریکا می‌باشد.
- محصولات و خدمات زیرساخت- نصب کابل، اتصال میان شبکه‌ای، جواز و توسعهٔ پایگاه که شامل محصول محافظ ایستگاه‌های فرعی زیردریایی این شرکت است که در دسترس تمام شرکت‌ها در بخش انرژی زیردریایی می‌باشد.
- محافظ ایستگاه‌های فرعی زیر دریایی- دستگاه‌ها برای متراکم کردن دستگاه‌های تولید نیروی مختلف و تأمین واسط برای توزیع نیروی در ساحل.

## پروژه‌ها
پورتلند، ویکتوریا، استرالیا- شرکت تکنولوژی‌های نیروی اقیانوس استرالاسیا به عنوان شرکای موج ویکتوریان در حال توسعه ایستگاه نیروی موج ۱۹ مگاواتی است که به شبکه نزدیک به پولپرلتند، ویکتوریا متصل است. این پروژه از دولت فدرال استرالیا ۶۶٫۴۶ دلار استرالیا وام دریافت کرده‌است.

## تکنولوژی

### PowerBuoy
نوشتار اصلی: شناور قدرت
محصول اولیه این شرکت سیستم تولید موج PowerBuoy است. این دستگاه از یک بویه اقیانوس هوشمند استفاده می‌کند تا انرژی موج را بگیرد و آن را به انرژی پاک و کم هزینه تبدیل می‌کند.

### محافظ ایستگاه فرعی زیردریایی
محافظ ایستگاه فرعی زیردریایی یک کنترل‌کننده نیروی الکتریکی است که نیروی باد، موج یا غیره را از حدود ۱۰ دستگاه تولید نیروی در داخل دریا در یک نقطه اتصال میانی مشترک جمع می‌کند و به شبکهٔ نیرو در ساحل انتقال می‌دهد. همچنین محافظ ایستگاه فرعی زیردریایی نیروی ساحل را به دستگاه داخل دریا ارائه می‌دهد.